# Ernst Schwerin
Ernst Schwerin (* 29. Dezember 1869 in Breslau; † 25. November 1946 in New York City) war ein deutscher Unternehmer.

## Familie
Schwerin war ein Sohn des Fabrikbesitzers und Handelsrichters Adolf Schwerin und seiner Frau Fanny Schwerin geb. Rinkel. Verheiratet war er mit Stefanie geb. Ehrlich, einer Tochter des Nobelpreisträgers Paul Ehrlich. Aus der Ehe gingen zwei Söhne hervor.

## Leben
Schwerin besuchte das Elisabet-Gymnasium in Breslau und studierte Chemie in München und Breslau. Er trat in das väterliche Unternehmen J. Schwerin & Söhne AG (Mechanische Hanf- und Werggarn-Spinnerei, Bindfaden-, Schuhgarn- und Zwirnfabrik) in Breslau ein und wurde später Vorstand des Unternehmens. Daneben fungierte er als Handelsrichter.
Während des Ersten Weltkriegs war Schwerin stellvertretender Vorsitzender des Hanf-Kriegsausschusses und deutscher Vorsitzender des Deutsch-Österreich-Ungarischen Vollzugsausschusses für die Bastfaserwirtschaft. Er war Mitglied der Handelskammer Breslau und dort Vorsitzender des Industrieausschusses, Mitglied des Außenhandelsausschusses des Deutschen Industrie- und Handelstags, stellvertretender Vorsitzender des Verbandes Deutscher Hanf-Industrieller sowie Mitglied des Hauptausschusses des Reichsverbandes der Deutschen Industrie.
Nach der nationalsozialistischen Machtergreifung emigrierte er 1938 in die USA.